# Cheval à La Réunion
Vous lisez un « bon article » labellisé en 2025.
Le cheval est introduit à La Réunion en 1665. Si la pratique de l'équitation fait partie intégrante de la formation militaire des colons français, le cheval sert aussi aux déplacements et au travail, particulièrement dans les plantations de canne à sucre (canneraies). Son usage s'accroit après l'abolition de l'esclavage, en 1848, car il permet de réaliser une partie du travail effectué par les esclaves, au point que la population chevaline réunionnaise atteint son apogée durant la seconde moitié du XIXe siècle. Depuis cette époque et pendant plus d'un siècle, le sport hippique s'enracine dans l'île au point qu'un hippodrome est créé à La Redoute.
Les usages connaissent une évolution similaire à celle des pays européens. Utilisé comme animal militaire, de travail et de transport jusqu'au milieu du XXe siècle, le cheval devient ensuite un compagnon sportif et de loisirs populaire, notamment pour les concours de saut d'obstacles et le tourisme équestre. La Réunion héberge environ 1 500 chevaux au début du XXIe siècle, dont des Mérens. Les pratiques équestres y sont variées et comprennent différents sports équestres dont le saut d'obstacles, ainsi que l'équitation de loisir. L'île a été touchée par la fièvre du Nil occidental en 2000, mais des indices suggèrent une circulation de ce virus bien plus ancienne.

## Histoire

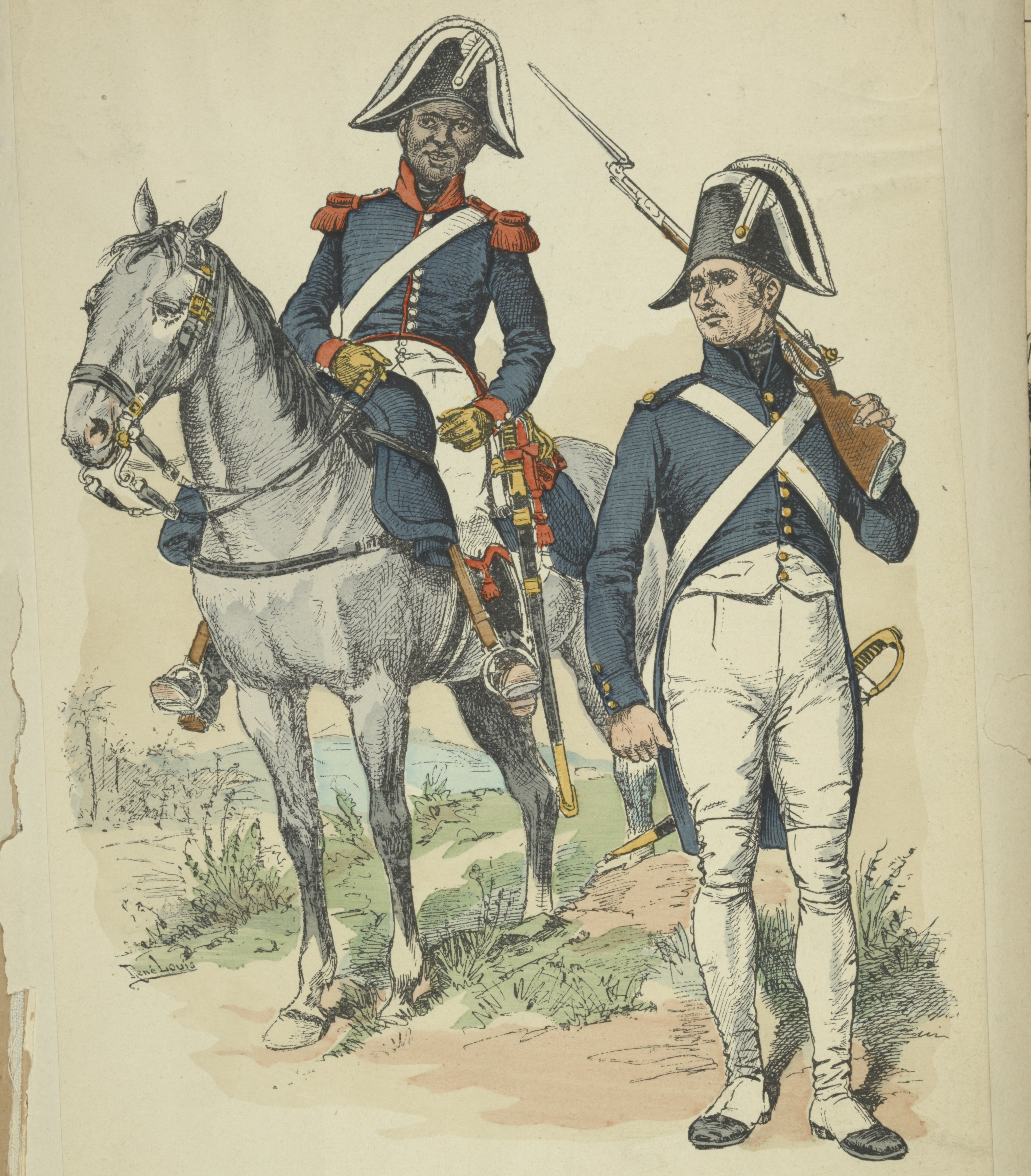
Milices de l'île Bourbon, en 1815. Archer monté de la Maréchaussée à gauche, Vétéran-Invalide à droite. Collection Vinkhuijzen, NYPL.

La Réunion (historiquement nommée « île Bourbon ») n'a pas de chevaux indigènes. Les premiers animaux auraient vraisemblablement été importés 19 ans après l'établissement des premiers colons, en août 1665, par une flotte commandée par Jean-Baptiste Colbert. Le rapport de la Compagnie française des Indes orientales, publié en 1671, fait état de leur bonne adaptation. Ces chevaux, peut-être d'origine bretonne et poitevine, sont destinés au transport des autorités et du gouverneur. Il existe peu d'informations relatives aux animaux présents sur l'île au XVIIe siècle, mais les informations subséquentes indiquent qu'ils sont issus des cheptels malgache et métropolitain. La diversification des routes commerciales entraîne en parallèle celle des importations de chevaux.

### Utilisation des chevaux auXVIIIesiècle
La pratique de l'équitation provient de la tradition française, avec celle de l'escrime et du tir, qui font partie de la formation militaire.
Le peuplement de l'île, tout au long du XVIIIe siècle, cantonne tout d'abord les chevaux aux usages aristocratiques, militaires et ecclésiastiques, avant que l'animal se répande parmi toutes les couches de la société. En effet, aux premiers occupants français s'ajoutent progressivement des populations malgaches déplacées pour être réduites en esclavage, puis des populations indiennes et chinoises après l'abolition de l'esclavage en 1848. Les colons les plus riches importent des chevaux de valeur. Les missionnaires utilisent leurs chevaux pour voyager entre les cures et pour rendre visite aux familles noires. Les premiers attelages apparaissent vers 1720, avec la création de routes carrossables. En 1770, Jacques-Henri Bernardin de Saint-Pierre relate son voyage à cheval entre Saint-Paul et Saint-Denis. En 1776, un recensement dénombre 2 891 chevaux sur l'île. Des mesures sont prises pour empêcher les divagations d'animaux à la fin du XVIIIe siècle.

### Travail avec les chevaux auXIXesiècle

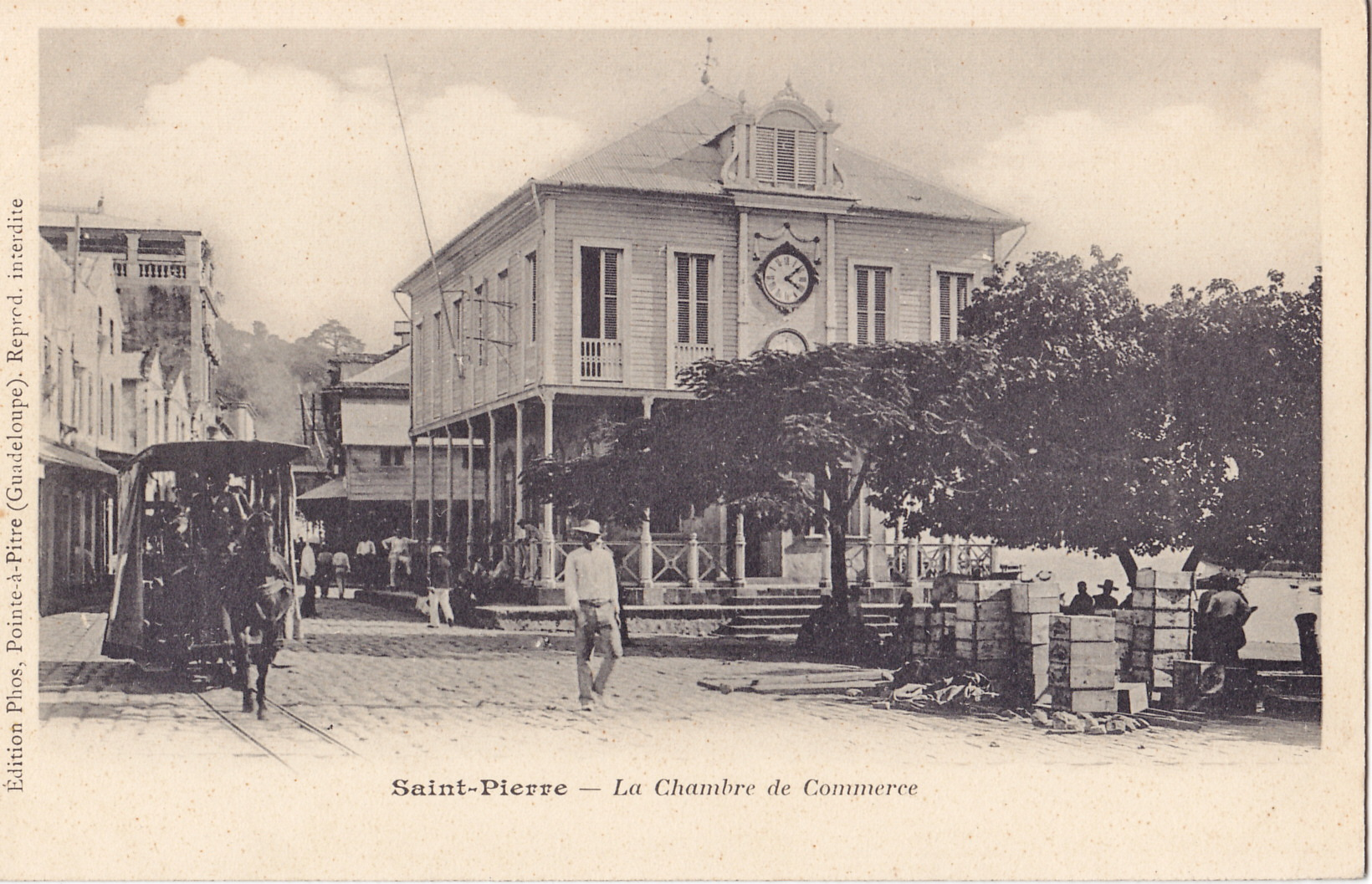
Attelage près de la chambre de commerce de Saint-Pierre, vers 1900.

L'administrateur colonial Louis Henri de Saulces de Freycinet (1821-1827) compare la force d'un cheval à celle de huit esclaves. La population équine augmente régulièrement tout au long du XIXe siècle, particulièrement pour compenser l'abolition de l'esclavage par la force de travail du cheval. Les chevaux servent alors à la traction, au commerce (et notamment à l'industrie sucrière, pour faire tourner les moulins à canne à sucre), ainsi qu'à la maréchaussée, pour le maintien de l'ordre. Cette époque correspond à l'apogée du nombre de chevaux sur l'île et à leur association avec la notion de prospérité ; elle correspond aussi, pour les colons d'origine européenne, au moment où le cheval acquiert un statut d'animal de prestige,. Les bourgeois de l'île se déplacent en calèche dans les rues de Saint-Denis.
Les premiers services de transport public par diligence de La Réunion sont créés en 1855. Le lycée impérial de Saint-Denis propose, d'après une source de 1861, des cours d'équitation à ses élèves. L'île traverse une crise dans les années 1860, en raison de l'effondrement des prix du sucre et de la mise en service du canal de Suez en 1869, qui met fin à la navigation commerciale par La Réunion. Les premières liaisons par chemin de fer, en 1882, entraînent la disparition progressive des omnibus hippomobiles,.
Depuis l'époque de la Compagnie néerlandaise des Indes orientales (VOC) et jusqu'à la fin du XIXe siècle[pas clair], les importations de chevaux vers l'île proviennent surtout de Perse, du Cap, de Java et de Mascate. Il existe aussi des preuves d'importation de chevaux, d'ânes et de mulets depuis le Poitou, notamment la commune de Romagne.

### Développement du sport hippique

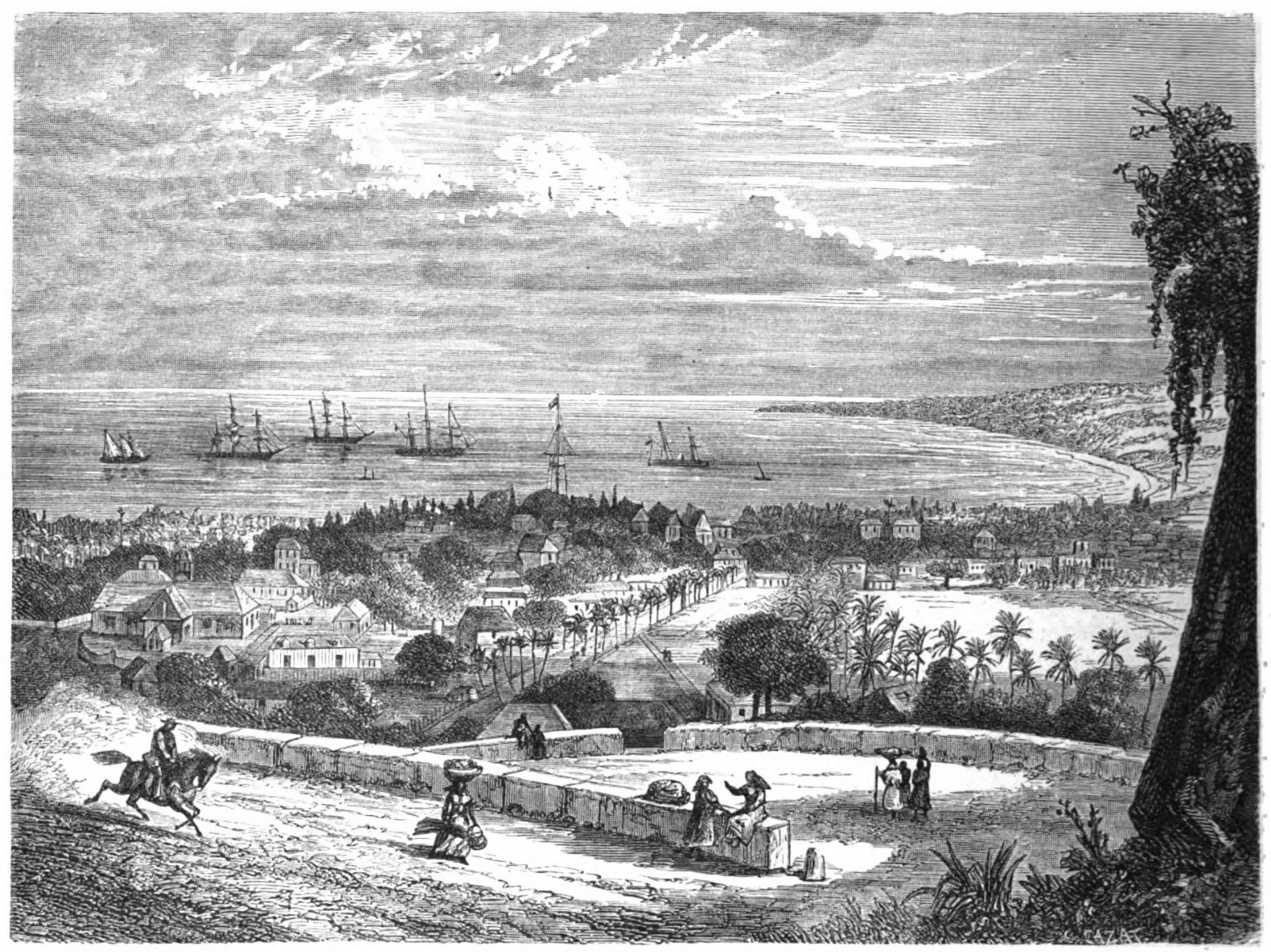
Hauteurs de Saint-Paul en 1862. Dessin d'Évremond de Bérard, dans Le Tour du monde.

L'origine des courses de chevaux n'est pas connue avec certitude : elle pourrait provenir des coursiers à cheval, qui délivraient les messages écrits, ou bien de la période d'occupation britannique à La Réunion (1810-1814).

#### Création et organisation des premières courses
C'est sous l'influence de l'île Maurice que le 4 mai 1843, après avoir obtenu l'autorisation militaire de changer une partie de la plaine de La Redoute en hippodrome, les colons bourbonnais organisent la première course de chevaux connue sur l'île. Un « club des courses » est créé par une poignée de colons fortunés quelques semaines plus tard. D'après un chroniqueur local, cette première course rencontre un grand succès.
Des Pur-sangs anglais sont importés depuis l'île Maurice et Madagascar. Un règlement de courses est mis en place peu après, puis un jockey-club. La société des courses est créée en 1849, et cette même année le tour de la piste de course passe à 913 m. Les mauvaises performances des chevaux réunionnais, éloignées de celles des Pur-sang, créent initialement un pessimisme quant à l'avenir des courses dans l'île : la société d'encouragement à l'élevage affiche des résultats médiocres. Des courses à pied sont organisées en parallèle aux courses de chevaux.

#### Période de popularité

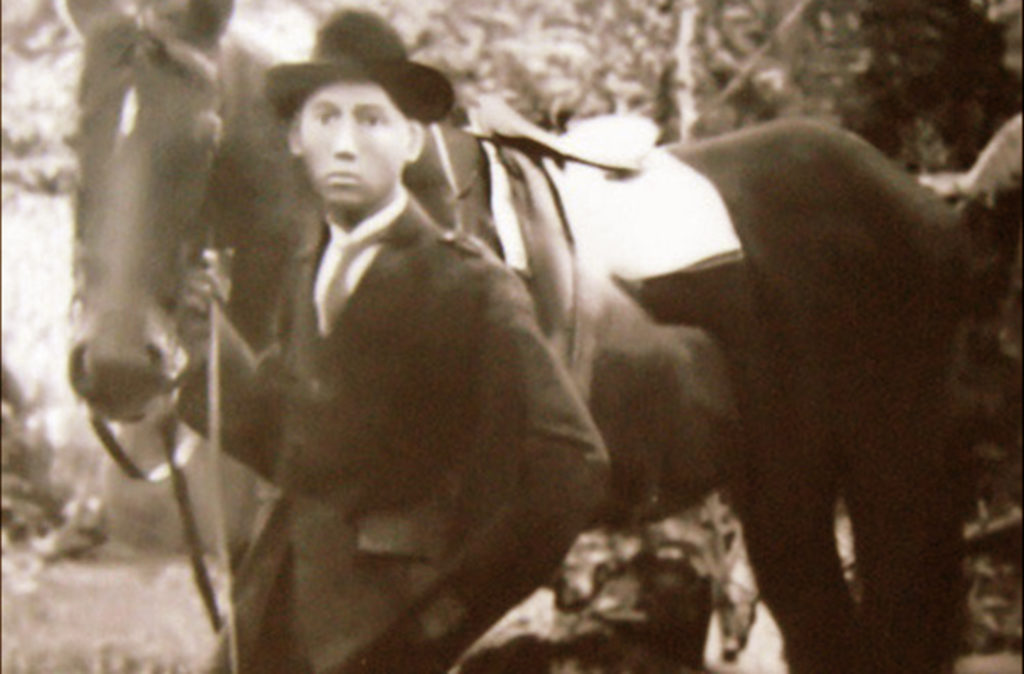
Le prince vietnamien Vĩnh San avec un cheval de course pendant son exil à La Réunion, durant l'entre-deux-guerres.

D'après l'analyse qu'en font Yvan Combeau et son équipe, la création d'équipements sportifs comme l'hippodrome s'inscrit dans les « exigences de nouvelles temporalités », les normes à La Réunion s'alignant sur celles de la métropole en pleine industrialisation, avec un « glissement du parisianisme et de ses habitus ». Ces habitus incluent l'obligation sociale de se faire remarquer par l'élégance de sa tenue vestimentaire à l'hippodrome le dimanche après-midi. La presse locale fournit des pronostics et diverses informations.
Le pari mutuel est créé en 1868, amenant avec lui un public issu des classes populaires. Les courses deviennent alors un grand évènement populaire, chaque saison (débutant à la mi-octobre pour six jours) attirant des commerçants de toutes sortes et des pique-niqueurs.
La popularité des courses se maintient entre 1914 et 1918, avec des collectes de recettes pour financer les soins aux blessés de guerre. Pendant l'entre-deux-guerres, ces courses restent une distraction très prisée. Les princes vietnamiens Vĩnh San et Vĩnh Chương deviennent les meilleurs jockeys de cette époque. L'une des plus grandes écuries de l'époque est celle d'Antoine Valliamé, à Saint-Denis, propriétaire d'une douzaine de Pur-sangs issus d'élevages sud-africains.

#### Déclin et disparition des courses

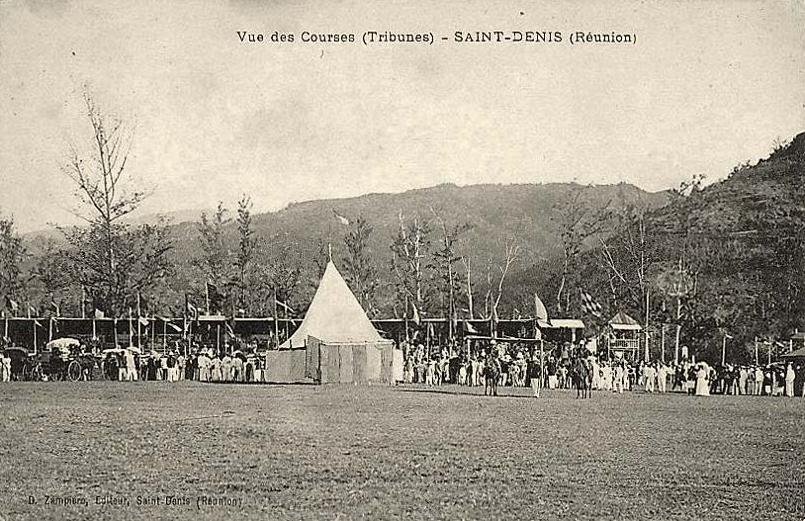
Vue des tribunes de course à Saint-Denis, vers 1900-1910.

La société de courses est mise en sommeil durant les années 1940. Les courses se maintiennent jusque durant les années 1950, avec une fête à l'occasion de leur centenaire en 1952, mais il n'y a parfois que trois chevaux au départ,. Des courses d'ânes complètent le programme. La départementalisation de 1946 entraîne des investissements de modernisation agricole, mais aucun n'est consenti pour l'hippodrome. En 1951, quatorze chevaux de course métropolitains sont importés, mais malgré leurs bonnes performances, ils ne suffisent pas à sauver les courses. L'hippodrome devient peu rentable en raison de ses coûts d'entretien et les courses disparaissent en novembre 1954, malgré la résistance des propriétaires de chevaux,,. Les spectateurs des classes populaires se tournent vers des sports moins onéreux, tels que le football et la course cycliste. Des éleveurs mauriciens acquièrent les meilleurs chevaux de course réunionnais.

### Des années 1950 à 1990
En 1936, il ne reste plus que 1 280 chevaux dans l'île, puis 841 en 1941. L'évolution du rapport au cheval à La Réunion est similaire à celle des pays européens après la Seconde Guerre mondiale, qui sont marqués par la mécanisation et la disparition du cheval militaire et agricole ainsi que par la féminisation des pratiques équestres, particulièrement durant les années 1970 et 1980. Des chevaux sont importés de métropole à La Réunion durant les années 1970, grâce aux contacts avec les Haras nationaux. Jusqu'en 1985, les chevaux sont aussi importés depuis l'Afrique du Sud, l'Australie et l'île Maurice ; un embargo sur l'Afrique du Sud est ensuite mis en place par la France pour contenir la peste équine hors de l'île. Certains importateurs font transiter les chevaux sud-africains par Maurice pour contourner l'embargo.
Après qu'un délégué aux Outre-mers a été nommé par la Fédération équestre française en 1979, il déclare lors de sa visite que La Réunion dispose des installations équestres les plus abouties de tous les DOM. L'Association Syndicale des Éleveurs et Propriétaires de Chevaux de La Réunion est créée cette même année afin de fédérer les éleveurs potentiels et de développer l'élevage de chevaux répondant aux besoins locaux. La Ligue équestre de la région Réunion est créée en 1981, pour développer les sports équestres.

#### Développement des sociétés hippiques
Durant les années 1950, l'île compte encore un bon nombre de chevaux de selle, mais leur usage pour les courses, les travaux des champs et le transport disparaît. Les propriétaires de ces chevaux s'orientent alors vers les concours hippiques (devenus concours de saut d'obstacles), sous l'impulsion d'Yves Barau. Après avoir assisté au championnat de France de saut d'obstacles, il fonde en 1954 le club hippique de Bourbon (CHB) afin d'importer cette pratique à La Réunion. Plusieurs notables et industriels de l'île rejoignent ce club, qui est affilié à la Fédération française des sports équestres. Barau invite aussi des champions français de ce sport, notamment Marcel Rozier, mais aussi Pierre Jonquères d'Oriola en 1965, puis Hubert Parot, Michel Robert, Pierre Durand ou encore Frédéric Cottier. D'abord installé au bas de la Rivière Saint-Denis, le CHB est déplacé près de l'aéroport de Gillot en 1965. Il connaît son âge d'or entre les années 1960 et 1980, organisant de nombreuses compétitions et rencontres mondaines. Serge Lecomte arrive à La Réunion en 1972 et anime le CHB pendant un an. Le cavalier Paul-Henri Koenig établit le record de saut en hauteur de La Réunion en 1975 avec son cheval Banco, en sautant 1,94 m.
Le deuxième club hippique de l'île, la société hippique rurale du Tampon, est fondé en 1964 au Tampon. En 1979, il dispose d'une trentaine de chevaux, dont une dizaine voués à l'instruction, pour 70 cavaliers réguliers. Le troisième club est créé en 1976 sur la ZAC de l'Hermitage, et fonctionne avec une vingtaine de chevaux Pur-sang achetés en Afrique du Sud.

#### Développement du tourisme équestre
Le Club Hippique de l'Est est créé en 1978 à Bras-Panon et attire des cavaliers de loisirs, adeptes de la randonnée équestre. En 1977, le cheval de Mérens est introduit dans les zones d'altitude de l'île. En 2003, 130 chevaux de cette race, « parfaitement adaptés », y sont recensés.

### AuXXIesiècle
Un projet de création d'hippodrome au bord de la rivière des Galets, à Saint-Paul, est abandonné en 2008 en raison du risque d'érosion. La Société des courses de Bourbon continue néanmoins de porter un projet de création d'hippodrome dans l'île. Yvan Combeau souligne que « la mémoire de cette passion partagée par les Réunionnais pour ces fêtes hippiques est encore vive ».
Le nombre de cavaliers licenciés s'accroît fortement au début du XXIe siècle, passant de 2 117 personnes en 2002 à 3 303 en 2011, soit une augmentation de 56 %, surtout portée par le tourisme équestre et l'équitation sur poney. Un premier diagnostic de la filière équine réunionnaise est mené en 2007. Le Conseil du cheval de La Réunion (CCR) est créé en juillet 2008.
Les importations d'animaux sont interrompues pendant la crise de la Covid-19, une trentaine de chevaux restant bloqués en métropole en septembre 2020 en raison de l'interruption des vols d'Air France-KLM Cargo. Une trentaine de chevaux sont importés par avion-cargo après cette crise, en décembre 2021.
En 2023, le CHB quitte son site historique de Gillot pour s'installer à Sainte-Marie, sur une surface plus étendue.

## Pratiques
En 2012, La Réunion compte 23 structures équestres recensées, ainsi que 2 577 cavaliers disposant d'une licence sportive auprès de la Fédération française d'équitation (FFE). Les activités équestres sont supervisées par le Conseil du cheval de La Réunion, filiale régionale de la Fédération française d'équitation, qui a entre autres mené une enquête de terrain en 2012. Une trentaine de professionnels exerçant comme maréchaux-ferrants, vétérinaires équins, enseignants d'équitation ou commerçants dans le domaine équestre, ont également été recensés à cette occasion. La plupart des professionnels réunionnais du monde du cheval ont l'habitude de travailler en indépendance, sans se regrouper pour des actions collectives, et ont selon Vincent Etave une tendance à se faire concurrence entre eux. Il n'existe pas de structuration particulière des pensions pour chevaux.
Les secteurs équestres représentés sont ceux du loisir, du sport et des courses. Une dizaine de sports équestres différents sont pratiqués, dont le saut d'obstacles : l'ouverture de la saison 2022 a attiré plus de 120 cavaliers et une dizaine de clubs dans une compétition d'obstacles de niveau amateur. Néanmoins, les infrastructures adaptées à l'équitation restent peu nombreuses dans l'île.
Il n'existe pas de filière économique de viande chevaline, mais l'hippophagie est pratiquée à La Réunion grâce à de la viande importée.

### Tourisme et randonnées équestres
Le secteur du tourisme équestre est considéré comme le plus porteur économiquement. Certains centres de tourisme équestre permettent de partir en randonnée même sans aucune expérience de l'équitation.

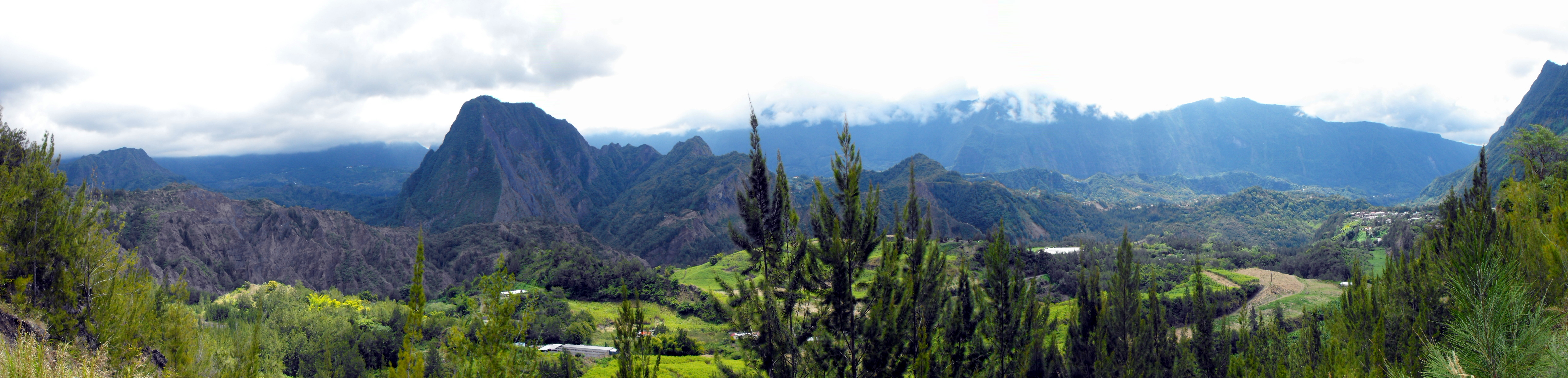
Paysages du parc national de La Réunion.

La circulation de randonneurs équestres touristiques dans le parc national entraîne cependant des conflits d'usage.
Chaque année, la commission au tourisme équestre du Comité régional d'équitation de l'île de La Réunion organise la « Grande Chevauchée », une randonnée équestre à laquelle ont participé une dizaine de centres équestre du pays en 2018, ainsi que des cavaliers individuels.

## Élevage
Au début du XXIe siècle, La Réunion héberge environ 1 500 chevaux, dont la moitié dans des centres équestres. La question de l'élevage local a toujours soulevé des enjeux en raison des évolutions des usages équestres, des moyens techniques disponibles sur l'île, et des coûts d'importation de chevaux. L'importation de chevaux par voie maritime étant interdite, les importations depuis l'Europe impliquent en effet l'usage onéreux d'avions-cargo, dans le contexte du monopole détenu par la seule compagnie aérienne française autorisée à transporter des chevaux. Lilian Reilhac estime que « le plus gros dilemme » à résoudre est celui du matériel et de l'équipement nécessaires à l'élevage chevalin.
Historiquement, La Réunion a vraisemblablement souffert de périodes de surpopulation d'équidés par rapport aux ressources disponibles. L'île est colonisée par une espèce végétale invasive, l'Ajonc d'Europe (Ulex europaeus), une plante qui peut servir dans l'alimentation des chevaux[pas clair].

### Races élevées
Pierre Philippe Urbain Thomas mentionne en 1828 la présence d'une race de chevaux créoles. D'après Louis Maillard (1846), repris dans la notice de Georges Imhaus (1862), cette « race créole » était célèbre ; elle est décrite comme de petits chevaux trapus, courts et sobres issus de l'Abyssin et de l'Arabe,. Ces auteurs réfutent en parallèle l'existence d'une race de chevaux bien définie dans cette île,. Imhaus cite la présence d'animaux de taille moyenne, issus du cheval du Cap et de chevaux français et arabes, ainsi que de petits chevaux importés de Java et de Timor.
En 1908, le vétérinaire colonial Roger Ducaud préconise la création d'une race de chevaux bourbonnais à partir de l'Anglo-arabe, une initiative qui n'aura pas de suites après son départ de l'île en 1909.
En 2008, seuls 350 chevaux réunionnais sont officiellement identifiés, parmi lesquels on ne compte que quatre étalons reproducteurs de race : un Mérens, un Selle français et deux Pur-sangs. La plupart des éleveurs désireux d'élever en race pure recourent à l'insémination artificielle en sperme congelé, malgré les importants coûts que cela induit.
L'élevage du cheval de Mérens fait partie de l'économie locale. Cette race sert de monture de randonnée équestre, ainsi que pour les travaux de débardage. Elle forme la monture la plus utilisée pour le tourisme équestre, promenant les touristes dans des régions volcaniques couvertes de cendres. Il s'en trouve désormais « par centaines » dans les centres équestres réunionnais.
En 2021, plusieurs Irish Cobs sont importés dans l'île.

### Typologie des éleveurs
Une soixantaine de personnes sont éleveurs d'équidés, dont des gestionnaires de centres équestres. Peu d'offres de formation à l'élevage et au tourisme équestre sont disponibles dans l'île, la seule disponible pour les éleveurs en 2012 étant le Certificat d'aptitude professionnelle de soigneur d'équidés. Deux freins majeurs aux activités d'élevage résident dans les coûts du foin (et de l'alimentation équine en général), et ceux des importations de chevaux reproducteurs de bonne qualité depuis la France, l'absence de poste d'inspection aux frontières interdisant le commerce de chevaux avec les pays de l'océan Indien.
Il arrive que les chevaux soient attaqués par des chiens errants.

### Typologie du marché
Les acheteurs de chevaux sont pour moitié des professionnels, et pour moitié des particuliers qui pratiquent l'équitation en indépendance. Il n'existe pas véritablement de commerce structuré, la plupart des transactions passant par du bouche à oreille ou des petites annonces. Les coûts d'importation maintiennent des prix élevés, l'achat d'un poney à La Réunion étant en moyenne cinq fois plus onéreux (en 2012) que celui du même type d'animal en métropole.

### Maladies et parasitisme
Des anticorps spécifiques au virus de la fièvre du Nil occidental ont été détectés en 2000 chez des chevaux âgés de plus de 10 à 11 ans, ce qui suggère une exposition au virus avant cette période, probablement autour de 1999-2000,, voire plus tôt. Le virus pourrait avoir circulé plusieurs décennies auparavant, en raison de l'importation de chevaux en provenance d'Afrique du Sud et de l'île Maurice — pays où le virus a respectivement été détecté en 1974 et 1994 — et puisqu'il a été détecté chez les habitants de l'île dès 1987.
L'île de La Réunion est aussi un foyer de la leptospirose, qui peut toucher de nombreuses espèces animales, dont le cheval.
Il existe une pénurie de vétérinaires équins dans le nord et l'est de l'île en 2022.

## Culture
La vie quotidienne des Réunionnais avec leurs chevaux a été immortalisée dans la littérature et dans des œuvres picturales, notamment celles de Caroline Viard, de Jean-Baptiste Bory de Saint-Vincent et d'Antoine Louis Roussin, qui sont conservées au musée Léon-Dierx, aux archives départementales de La Réunion (ADR) et à l'Iconothèque historique de l'océan Indien (IHOI).
Le secteur équestre de La Réunion conserve l'image d'un milieu « élitiste et fermé », à tort selon Vincent Etave, président du Conseil du cheval de La Réunion. Durant la fête du Miel vert, qui se déroule pendant dix jours au début du mois de janvier, des concours de chevaux de Mérens et de vaches laitières sont organisés.